# Jin-Soo Kwon
 (octobre 2024).
- Si vous ne connaissez pas le sujet, laissez ce bandeau (vous pouvez alors contacter les auteurs).
- Si vous supprimez le contenu mis en cause (vous pouvez préalablement contacter les auteurs),

argumentez précisément cette suppression dans la page de discussion
(un manque de référence n'est pas un argument ; une recherche réelle de référence doit avoir été effectuée, être formellement documentée).
Pour les articles homonymes, voir Kwon (homonymie).
Jin-Soo Kwon est un personnage fictif du feuilleton télévisé Lost : Les Disparus. Il est interprété par l'acteur Daniel Dae Kim.
Ancien homme de main pour le compte de son beau-père, il apparaît au début du feuilleton comme un homme très autoritaire avec sa femme. Il s'isole du reste du groupe car il est le seul à ne pas comprendre l'anglais et aussi par volonté de séparer sa femme des autres rescapés.

## Biographie fictive

### Avant le crash
Jin-Soo Kwon, né le 27 novembre 1974 à Namhae en Corée du Sud, est le fils d'un pêcheur et d'une prostituée qui l'a abandonné à sa naissance. Jin travaille comme portier dans un hôtel à Séoul lorsqu'il rencontre Sun. Jin demande par la suite la permission d'épouser Sun à son père, M. Paik, et renie ses origines en prétendant que ses parents sont morts. M. Paik accepte à la condition que Jin travaille pour lui dans une de ses usines. Sun et Jin se marient, et à leur réception de mariage, sans le savoir, s'entretiennent avec Jacob qui les félicite. Plus tard, Jin travaille comme homme de main pour M. Paik, qui n'a aucun scrupule à utiliser la corruption, le chantage, l'extorsion et le meurtre pour réussir.
Sa relation avec Sun se dégrade de plus en plus lorsque Jin est amené à frapper et menacer des personnes pour le compte de M. Paik,. Malgré leurs problèmes, Jin et Sun tentent de concevoir des enfants. Toutefois, après une visite chez un médecin spécialiste de la fécondité, Jin se met en colère en apprenant que Sun est stérile et l'accuse de savoir tout ce temps. Le médecin avoue plus tard à Sun que c'est en fait Jin qui est stérile mais qu'il ne lui a pas révélé, de peur de représailles. Plus tard, Paik ordonne à Jin de tuer Jae Lee sans lui révéler que c'est en raison de sa liaison avec Sun. Jin se rend dans sa chambre d'hôtel, le frappe violemment et lui dit de quitter le pays et de ne jamais revenir. À son retour, Jae Lee atterrit sur sa voiture après avoir sauté de sa chambre d'hôtel.
Plus tard, Jin est chargé d'offrir des montres à deux des associés de M. Paik à Sydney et à Los Angeles. Jin emmène Sun avec lui et prévoit alors de rester aux États-Unis et de ne jamais revenir en Corée sur les conseils de son père. Ils embarquent ainsi dans le vol Oceanic 815 et s'écrasent sur une île du Pacifique.

### Après le crash
Après le crash, Jin devient surprotecteur avec Sun et lui interdit à plusieurs reprises de se mêler aux autres survivants,. Jin passe ainsi le plus clair de son temps à la pêche, tout en gardant un œil vigilant sur sa femme. Un matin, Jin agresse Michael car celui-ci porte la montre en or qu'il devait apporter à Los Angeles, ce qui lui vaut d'être menotté à l'épave. Par la suite, Michael intervient lorsque Sun et Jin se disputent et cette nuit-là, le radeau de Michael est brûlé. Jin contribue à éteindre les flammes mais fuit vers les grottes lorsqu'il se brûle les mains. Michael accuse alors Jin d'avoir provoqué l'incendie, et il le frappe avec Sawyer devant les autres survivants. Sun les supplie alors d'arrêter, révélant à tout le monde, Jin compris, son aptitude à comprendre l'anglais. Jin retourne aux grottes pour rassembler ses effets personnels et quitte Sun, puis rejoint Michael dans la construction d'un deuxième radeau. Le jour où le radeau met les voiles, Sun donne à Jin un guide de conversation qu'elle a écrit pour lui. Jin s'excuse pour ses actions et jure de la sauver. Après le départ du radeau, Jin, Michael, Sawyer et Walt sont attaqués par les « Autres » et Jin plonge dans l'eau pour tenter de sauver Sawyer.
Après la destruction du radeau, Jin atteint le rivage où il est capturé par Libby et Cindy, le prenant pour un « Autre ». Après avoir été rejoints par Michael et Sawyer, ils sont par la suite libérés. Ils font alors connaissance avec les survivants de la queue de l'avion et se dirigent au campement des survivants où Jin retrouve Sun. Lorsqu'il apprend que Michael est parti à la recherche de Walt, Jin tente de se joindre au groupe de recherche mais Sun lui interdit de la quitter. Plus tard, Jin est inquiet pour sa femme quand elle est victime d'une tentative d'enlèvement et détruit son jardin. Jin réalise plus tard combien il a besoin d'elle et tente de remettre en état son jardin. Sun l'informe ensuite de sa grossesse et que c'est lui qui est stérile. Jin considère cela comme un miracle et se réjouit. Lorsque Michael conduit Jack, Kate, Sawyer et Hurley au camp des « Autres », Sayid demande à Jin de l'accompagner au camp en prenant le bateau de Desmond et Sun se joint à eux.
À l'approche du camp des « Autres », il découvrent qu'il s'agit d'un leurre et se font par la suite voler leur bateau à la suite d'une tentative ratée de s'attaquer aux « Autres ». Ils retournent alors au camp par la jungle. Quelques jours après son retour, Sun commence à parler à Jin en anglais, afin de l'aider à apprendre la langue. Jin est ensuite aux côtés de Hurley et de Sawyer lors de la découverte de la camionnette du Projet Dharma dans laquelle est mort Roger Linus ainsi que lors de la découverte des corps de Nikki et Paulo par la suite enterrés vivants alors qu'ils n'étaient que paralysés. Plus tard, Jin se joint à Hurley, Charlie et Desmond sur un trek dans la jungle durant lequel ils secourent Naomi, une femme prétendant travailler pour Penelope Widmore qui est arrivée sur l'île en parachute après avoir sauté d'un hélicoptère. Lorsque Karl arrive au camp pour avertir les survivants de l'arrivée imminente des « Autres », Jin se propose de rester et de faire exploser la dynamite en tirant dessus avec Sayid et Bernard. Cette nuit-là, Jin rate sa cible et les trois rescapés sont pris en otage par les « Autres » ayant survécu. Ils sont cependant sauvés par Hurley, Sawyer et Juliet.
Peu de temps après que Jack a pris contact avec le cargo d'où vient Naomi, Jin et Sun décident de retourner à la plage avec Jack plutôt que de rejoindre Locke aux baraquements. Sur la plage, Jin et Sun discutent du prénom du bébé et Jin suggère Ji Yeon. Après une conversation avec Kate, Sun décide de rejoindre Locke. Juliet révèle alors à Jin l'état de santé de Sun et la liaison qu'elle a eu afin de l'empêcher de quitter la plage. Jin en veut à Sun mais se rend compte qu'il est en partie responsable et lui pardonne en promettant qu'il ne la quittera jamais. Plus tard, Sayid retourne du cargo avec un canot pneumatique afin d'y emmener des rescapés. Jin et Sun vont avec le premier groupe, en prenant Aaron avec eux. Lors de la découverte d'une bombe sur le cargo, Jin, Michael et Desmond tentent de le désamorcer mais sans succès. Juste avant l'explosion de la bombe, Jin ne parvient pas à monter à temps dans l'hélicoptère dans lequel les « six du vol Oceanic », dont fait partie Sun, parviennent à quitter l'île.
Après un voyage dans le temps en 1988, Jin est retrouvé inconscient dans la mer par les naufragés du Bésixdouze, l'équipe de scientifique dont fait partie Rousseau. Jin les conduit à la tour radio et assiste à la disparition de Nadine et à la capture de Montand par le « monstre de fumée » dans un trou sous l'entrée du temple. Lorsque le reste du groupe tente de le secourir, Jin empêche Danielle d'y aller, étant enceinte. À la suite d'un autre voyage dans le temps, il retrouve Rousseau venant d'abattre les membres de son équipe, « infectés » par le monstre. Lors d'un autre voyage dans le temps, il retrouve enfin Sawyer, Locke, Juliet, Daniel, Miles et Charlotte. Juste avant que Locke ne mette fin à ces sauts dans le temps, Jin lui demande de dire à Sun qu'il est mort pour qu'elle ne retourne pas sur l'île et lui donne son alliance en guise de preuve. Un dernier saut dans le temps les transporte en 1974 où les rescapés sauvent Amy, une membre du Projet Dharma, de deux « Autres » et intègrent ainsi le projet. Trois ans plus tard, en 1977, Jin, Sawyer, Juliet et Miles vivent toujours aux baraquements au sein du projet lorsque Jack, Kate, Hurley et Sayid débarquent sur l'île. Lorsque Sayid s'enfuit dans la jungle avec le jeune Ben, il assomme Jin avant de tirer sur Ben. À son réveil, Jin emmène Ben jusqu'aux baraquements. Plus tard, Jack projette de faire exploser une bombe à hydrogène sur le chantier du « Cygne » afin d'empêcher le crash du vol Oceanic. Pendant l'opération, Jin reste dans la camionnette avec Hurley aux côtés de Sayid, ce dernier étant gravement blessé à la suite d'une fusillade aux baraquements.
Après l'explosion, Jin et les autres rescapés retournent en 2007, toujours sur l'île. Il accompagne Hurley, Jack, Miles, Kate, Sawyer et Sayid au temple dans le but de sauver ce dernier et d'être protégé contre l'homme en noir. Lorsque Sawyer s'enfuit du temple, Jin rejoint Kate et deux « Autres » à sa poursuite mais Kate assomme les gardes pour retrouver Sawyer aux baraquements et Jin part à la recherche de Sun. Toutefois, les deux « Autres » rattrapent Jin et il est sauvé par Claire qui les tue. Claire l'amène jusqu'à sa cabane et lui présente l'homme en noir sous la forme de Locke comme étant un ami. Après l'arrivée de Sawyer, Jin, sceptique, suit l'homme en noir et son groupe à travers la jungle. Il est cependant enlevé par les hommes de Widmore lors d'une attaque du camp. Widmore lui demande ensuite son aide pour empêcher l'homme en noir de quitter l'île, après lui avoir montré des photos de sa fille. Lorsque le groupe de Sawyer (composé de Sawyer, Sun, Claire, Kate, Hurley et Frank Lapidus) arrive sur l'île de l'Hydre, Jin retrouve enfin Sun mais ils sont tous emprisonnés dans les cages à ours de la station Dharma. Ils sont ensuite sauvés par l'homme en noir, Sayid et Jack. Jin et certains des rescapés prennent le sous-marin de Widmore pour s'échapper de l'île, en laissant l'homme en noir et Claire derrière eux. Une bombe est alors découverte à l'intérieur du sac de Jack et Sayid se sacrifie en prenant la bombe avec lui et en s'éloignant le plus possible des rescapés jusqu'à son explosion. De l'eau jaillit alors dans le sous-marin mais Sun est prise au piège. Jin décide de rester avec elle et tous deux se noient.

### Réalité alternative
Dans la réalité alternative, Jin travaille toujours pour la société de M. Paik. Il est chargé de livrer une montre et une liasse de billets et prend ainsi le vol 815 avec Sun. À l'aéroport de Los Angeles, il ne déclare pas l'argent à la douane car il ne comprend pas l'anglais et l'argent est confisqué. Jin et Sun se rendent ensuite à leur hôtel, dans des chambres séparées, n'étant pas mariés. Le lendemain matin, deux hommes, Martin Keamy et Omar arrivent pour obtenir la montre et l'argent, et font appel à Mikhail Bakunin comme traducteur. Sun et Mikhail vont à la banque pour obtenir l'argent, et Keamy et Omar enferment Jin dans le congélateur du restaurant de Keamy. Lorsque Sayid arrive, il tue Keamy et ses hommes (y compris Omar), et aide Jin à s'échapper. Lorsque Sun et Mikhail arrivent, Jin tue Mikhail, mais Sun est blessée. Sun avoue alors qu'elle est enceinte. Sun est emmenée à l'hôpital et Juliet fait une échographie pour vérifier que le bébé se porte bien. Ils se souviennent alors de leur vie passée sur l'île et ils décident d'appeler leur bébé « Ji Yeon ». Ils sont ensuite réunis avec leurs amis rescapés de l'île dans une église pour aller de l'avant.